# 喉輪
喉輪（梵語：विशुद्ध，Viśuddha 極清淨）是印度教傳統的第五個主要脈輪。

## 關聯
喉輪位於喉部，有十六片對應梵語元音的花瓣。
喉輪與更高的辨別對錯能力有關，也和創造力以及自我表達有關。它也被稱為「毒與蜜」的中心，與明點關係密切，據說長生不老的秘密就在喉輪裡。當喉輪關閉，我們就會腐朽、死亡。當喉輪打開，負面的經驗就會轉化為智慧與學習。
據說喉輪包含了智慧的力量（jnana shakti）。
喉輪的種子音是हं haṃ。喉輪的花瓣對應以下十六個元音：
| अ a | आ ā | इ i | ई ī  | उ u | ऊ ū  | ऋ ṛ | ॠ ṝ |
| ऌ ḷ | ॡ ḹ | ए e | ऐ ai | ओ o | औ au | अः ḥ | अं ṃ |

（注意：以上所列的某些元音嚴格來說並不符合語法上對梵語元音的定義，特別是ॡ ḹ、अः ḥ和अं ṃ。詳情請見梵語語音體系。）

## 象徵
喉輪與以下有關：
- 神祇：Sadashiva、Shakini
- 元素：以太（Akasha）
- 動物：象
- 身體部位：甲狀腺（下述）、耳
- 顏色：青色（介於藍色和綠色之間的顏色，偏淡藍色）

## 修練
在亢達里尼瑜伽中，喉輪可以透過修練來開啟並平衡，方式包括體位法（例如肩立式）、呼吸法、收頷收束法（喉鎖）和逆舌身印。

## 其他關聯
喉輪經常被認為和人體內分泌系統中的甲狀腺有關。甲狀腺位於喉部，會製造出生長與成熟過程中必要的激素。
西方神秘學家對於喉輪與卡巴拉的關聯各有不同的說法。有些人認為它和隱藏的原質（sephira）Da'at有關，在其中，「智慧」與「了解」在超凡的領域裡被「知識」層面平衡；知識是一個實際的想法，當它被表現出來時，就會引發創造的行為（不過，斯瓦密·薩特亞南達（Swami Satyananda）則認為創造的行為與明點有關）。
其他人則認為喉輪與原質Chesed及Geburah——也就是仁慈與力量——有關，這兩個原質和道德的關係很密切，而Chesed表現的擴張概念與Geburah表現的限制概念對個體的創造都是必要的。這一點在道德觀方面表現於瑜伽中的持戒（yama）與精進（niyama）。

## 其他名稱
- 譚崔：Akasha、Dwyashtapatrambuja、Kantha、Kanthadesha、Kanthambhoja、Kanthambuja、Kanthapadma、Kanthapankaja、Nirmala-Padma、Shodasha、Shodasha-Dala、Shodasha-Patra、Shodashara、Shodashollasa-Dala、Vishuddha、Vishuddhi
- 吠陀（之後的奧義書）：Kantha Chakra、Vishuddha、Vishuddhi
- 往世書：Vishuddha、Vishuddhi

## 外部連結
- Vishuddhi Chakra position within the Subtle System
- Description of Vishuddha Chakra from Kheper.net（页面存档备份，存于）
- Visuddha - The Throat Chakra by Anodea Judith（页面存档备份，存于）